# 山村竜也
山村 竜也（やまむら たつや、1961年 - ）は、歴史物著作家。

## 経歴
東京都生まれ。中央大学卒業。幕末や戦国時代の歴史物小説を執筆している。主に新選組を題材とした作品を出版した。
2004年よりNHK大河ドラマ『新選組!』の時代考証に抜擢され、以後、いくつかの時代劇物の時代考証を担当する。講演も精力的に行っており、主に大河ドラマの裏話を主題とすることが多い。

## 時代考証
テレビ
- 新選組! - NHK大河ドラマ・2004年
- 新選組!! 土方歳三 最期の一日 - NHK正月時代劇・2006年、資料提供。
- 天保異聞 妖奇士 - TBSアニメ・2006年
- 鞍馬天狗 - NHK木曜時代劇・2008年
- 龍馬伝 - NHK大河ドラマ・2010年
- 隠密秘帖 - NHK正月時代劇・2011年
- 隠密八百八町 - NHK土曜時代劇・2011年
- 新選組血風録 - NHKBSプレミアム BS時代劇・2011年
- 八重の桜 - NHK大河ドラマ、2013年
- あさが来た - NHK連続テレビ小説・2015年、資料提供。
- 活撃 刀剣乱舞 - テレビアニメ・2017年
- 西郷どん - NHK大河ドラマ・2018年、資料提供。
- 小吉の女房 - NHKBS時代劇・2019年・時代考証。
- べらぼう〜蔦重栄華乃夢噺〜 - NHK大河ドラマ・2025年、時代考証

舞台
- 江戸は燃えているか Touch and Go  - 2018年・時代考証

## 著書
- 『完全制覇新選組 この一冊で歴史に強くなる!』立風書房 1998
- 『新選組剣客伝』PHP研究所 1998 のち文庫
- 『目からウロコの幕末維新 「新しい日本」をつくろうとした志士たちの挫折と雄飛の日々!』PHP 2000 のち文庫
- 『真説新選組』学研M文庫 2001
- 『幕末維新の入試モンダイ! アナタは幕末の志士になれるか!?』PHP 2001
- 『蒼狼の剣 グラフィックス新選組』PHP 2002
- 『史伝坂本龍馬』学研M文庫 2003
- 『早わかり新選組 時代を読む・歴史を感じる!』日本実業出版社 2003
- 『新選組近藤勇伝』日本放送出版協会 2003
- 『図解雑学 土方歳三』ナツメ社 2004
- 『幕末・新選組雑学事典 面白くてよくわかる』リイド社 2005
- 『真田幸村 伝説になった英雄の実像』PHP新書 2005  「真田幸村 英雄の実像」河出文庫
- 『戦国の妻たち』リイド文庫 2005
- 『戦国武将がわかる絵事典 日本の歴史を学んでみよう 名将のエピソードを知ろう』PHP研究所 2006
- 『本当はもっと面白い新選組』祥伝社黄金文庫 2008
- 『天翔る龍 坂本龍馬伝』日本放送出版協会 2009
- 『龍馬の魂を継ぐ男岩崎弥太郎』グラフ社 2010
- 『いっきにわかる新選組』PHPエディターズ・グループ 2011（2017改訂『世界一よくわかる新選組』祥伝社）
- 『いっきにわかる幕末史』PHPエディターズ・グループ 2013
- 『新選組の謎と歴史を訪ねる』ベスト新書 2013
- 『八重と会津の女たち』洋泉社 歴史新書 2013
- 『新選組真史』産学社 2014
- 『吉田松陰と松下村塾の志士100話』PHPエディターズ・グループ 2014
- 『真田幸村と十勇士 猿飛佐助/霧隠才蔵/三好清海入道/三好為三入道/由利鎌之助/穴山小助/海野六郎/望月六郎/筧十蔵/根津甚八』幻冬舎新書 2016
- 『幕末武士の京都グルメ日記「伊庭八郎征西日記」を読む』幻冬舎新書 2017
- 『世界一よくわかる新選組』祥伝社 2017
- 『世界一よくわかる幕末維新』祥伝社黄金文庫 2018
- 『世界一よくわかる坂本龍馬』祥伝社黄金文庫 2018
- 『幕末維新 解剖図鑑』エクスナレッジ 2023

## 共著・編著
- 新選組 萩尾農共編 教育書籍 1991.6 (英雄の時代 1)
- 坂本竜馬 教育書籍 1993.3 (英雄の時代 3)
- 新選組日誌 菊地明,伊東成郎共編 新人物往来社 1995
- 坂本竜馬日記 菊地明共編 新人物往来社 1996.7
- 土方新選組 菊地明共著 PHP研究所 1997.6
- 燃えよ!新選組 映画・テレビ完全ガイド 岸田一則,横田淳共編著 たちばな出版 2003.12
- 新選組証言録 『史談会速記録』が語る真実 PHP新書 2004.7
- 坂本龍馬101の謎 菊地明,伊東成郎共著 新人物往来社 2009 （新人物文庫）